# Orthophytum striatifolium
Orthophytum striatifolium är en gräsväxtart som beskrevs av Elton Martinez Carvalho Leme och L.Kollmann. Orthophytum striatifolium ingår i släktet Orthophytum och familjen Bromeliaceae. Inga underarter finns listade i Catalogue of Life.